# Aerial Rigging
Aerial Rigging ist die Kunst, Seilsysteme zu planen und zu bedienen, die eine Bewegung dramaturgisch überhöhen (behaupten), und kombiniert Show Rigging und Theater Rigging.  
Aerial Rigger betreuen vorwiegend Luftakrobaten und Schauspieler für Shows (Show Rigging) und Theatervorführungen (Theater Rigging). Das Aerial Rigging ermöglicht die sichere Ausführung statischer und dynamischer Bewegungen, die z. B. gefährlich, unmöglich oder sogar magisch erscheinen.
Das Aerial Rigging wird nicht durch bestimmte Standards geregelt, sondern umfasst die Sachkunde und sichere Anwendung von Ausrüstungen, Techniken und Fähigkeiten aus allen Seiltechnik-Branchen, die kombiniert werden, um bestimmte künstlerische oder akrobatische Effekte zu erzielen. Es nutzt ursprünglich Seiltechniken unterschiedlichster Disziplinen wie Veranstaltungsrigging, Baumklettertechnik (SKT), Industrieklettern, Sportklettern, Zirkus, Bergsteigen, Höhlenforschung und Segeln. Sowohl professionelle als auch Amateur-Luftakrobaten werden oft aus der Not heraus zu Riggern, wenn sie ihre Requisiten selbst aufhängen oder aufbauen.